# Teri Hatcher
Teri Lynn Hatcher (Palo Alto, 8 de dezembro de 1964) é uma atriz e cantora americana mais conhecida por suas interpretações de Lois Lane na série de televisão Lois & Clark: The New Adventures of Superman (1993–1997), a Bondgirl Paris Carver no filme 007 - O Amanhã Nunca Morre (1997), Mel Jones e a Bela Dama em Coraline (2009), e Susan Mayer na série de televisão Desperate Housewives (2004–2012); papel pelo qual ela ganhou o Globo de Ouro de Melhor Atriz em Comédia ou Musical e três Screen Actors Guild Awards (um como atriz principal, dois como parte de Melhor Elenco), e foi indicada ao Primetime Emmy Award de Melhor Atriz Principal em Série de Comédia.

## Vida pregressa
Teri Hatcher nasceu em 8 de dezembro de 1964, em Palo Alto, na Califórnia, filha única de Esther (née Beshur), uma programadora de computador que trabalhou para a Lockheed Martin, e de Owen Walker Hatcher Jr., físico nuclear e engenheiro elétrico. Seu pai é descendente de galeses e índios choctaw, enquanto sua mãe tem ascendência francesa, alemã e síria. Ela cresceu em Sunnyvale e frequentou a Mango Junior High (agora Sunnyvale Middle School) e a Fremont High School em Sunnyvale antes de se matricular no De Anza College em Cupertino, estudou matemática e engenharia. Teri Hatcher teve aulas de balé na Escola de Dança San Juan em Los Altos. Ela também estudou atuação no American Conservatory Theatre. Teri foi animadora de torcida do time de futebol americano San Francisco 49ersem 1984.
Em março de 2006, ela alegou que foi abusada sexualmente desde os cinco anos de idade por Richard Hayes Stone, um tio por casamento que mais tarde se divorciou da tia de Hatcher. Ela disse que seus pais não sabiam do abuso. Em 2002, ela ajudou os promotores do condado de Santa Clara na acusação de Stone por um crime sexual mais recente que levou sua vítima a cometer suicídio aos 14 anos. Stone se declarou culpado de quatro acusações de abuso sexual infantil e foi condenado a 14 anos de prisão. Hatcher disse que contou aos promotores sobre seu próprio abuso porque era assombrada por pensamentos sobre a menina de 14 anos que se matou e temia que Stone pudesse escapar da condenação. Stone morreu de câncer de cólon em 19 de agosto de 2008, após cumprir seis anos de pena.

## Vida privada
Teri Hatcher casou-se com Marcus Leithold, de Butler, na Pensilvânia, em 4 de junho de 1988; eles se divorciaram no ano seguinte. Em 27 de maio de 1994, ela se casou com o ator Jon Tenney, com quem teve uma filha, Emerson, nascida em 1997. Eles se divorciaram em março de 2003.

## Filmografia selecionada

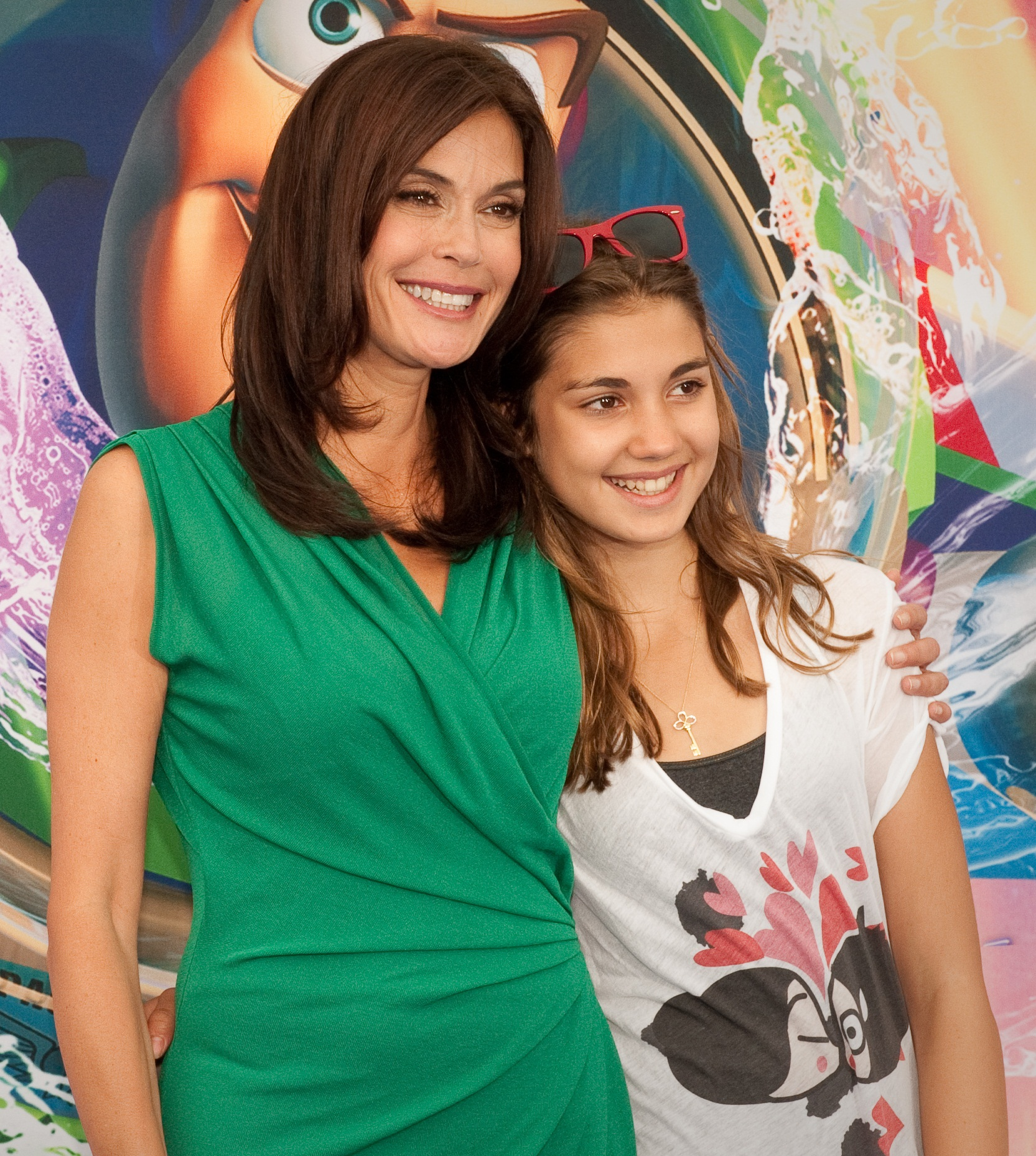
Teri Hatcher e sua filha na estreia de World of Color no Disney California Adventure Park em junho de 2010.

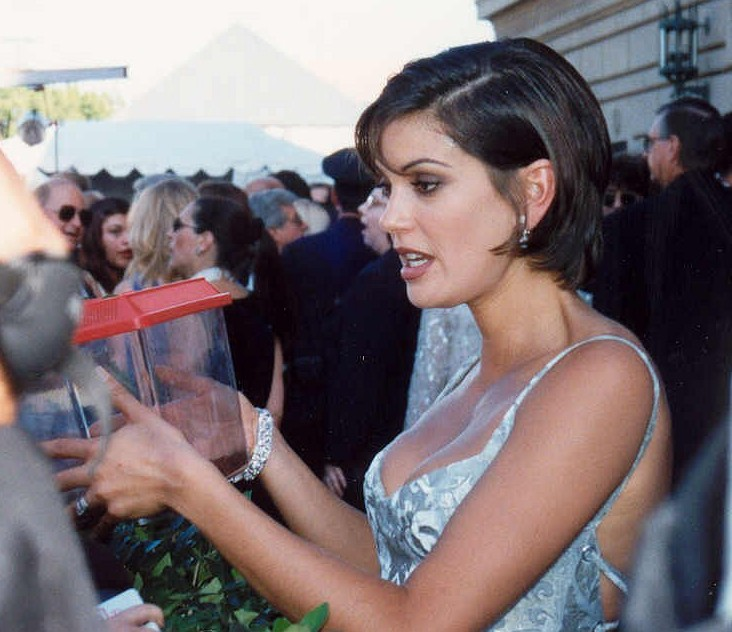
Teri Hatcher durante o Emmy de 1995.

| Título                                       | Período     |
| -------------------------------------------- | ----------- |
| Supergirl                                    | 2017        |
| Jane by Design                               | 2012        |
| Smallville                                   | 2010        |
| Desperate Housewives                         | 2004 - 2012 |
| Two and a Half Men                           | 2004        |
| Seinfeld                                     | 1993        |
| Lois & Clark: The New Adventures of Superman | 1993 - 1997 |
| Star Trek: The Next Generation               | 1987        |
| MacGyver                                     | 1986        |
| The Love Boat                                | 1985        |

| Título                     | Ano  |
| -------------------------- | ---- |
| Coraline e o Mundo Secreto | 2009 |
| Spy Kids                   | 2001 |
| 007 O Amanhã Nunca Morre   | 1997 |
| Tango & Cash               | 1989 |